# Zelotes funestus
Zelotes funestus är en spindelart som först beskrevs av Eugen von Keyserling 1887.  Zelotes funestus ingår i släktet Zelotes och familjen plattbuksspindlar. Inga underarter finns listade i Catalogue of Life.